# Острів Фазанів
Острів Фазанів (фр. Île des Faisans, ісп. Isla de los Faisanes) — безлюдний річковий острів у річці Бідасоа, що розташований між Францією та Іспанією, та почергово належить кожній з цих країн.

## Географія

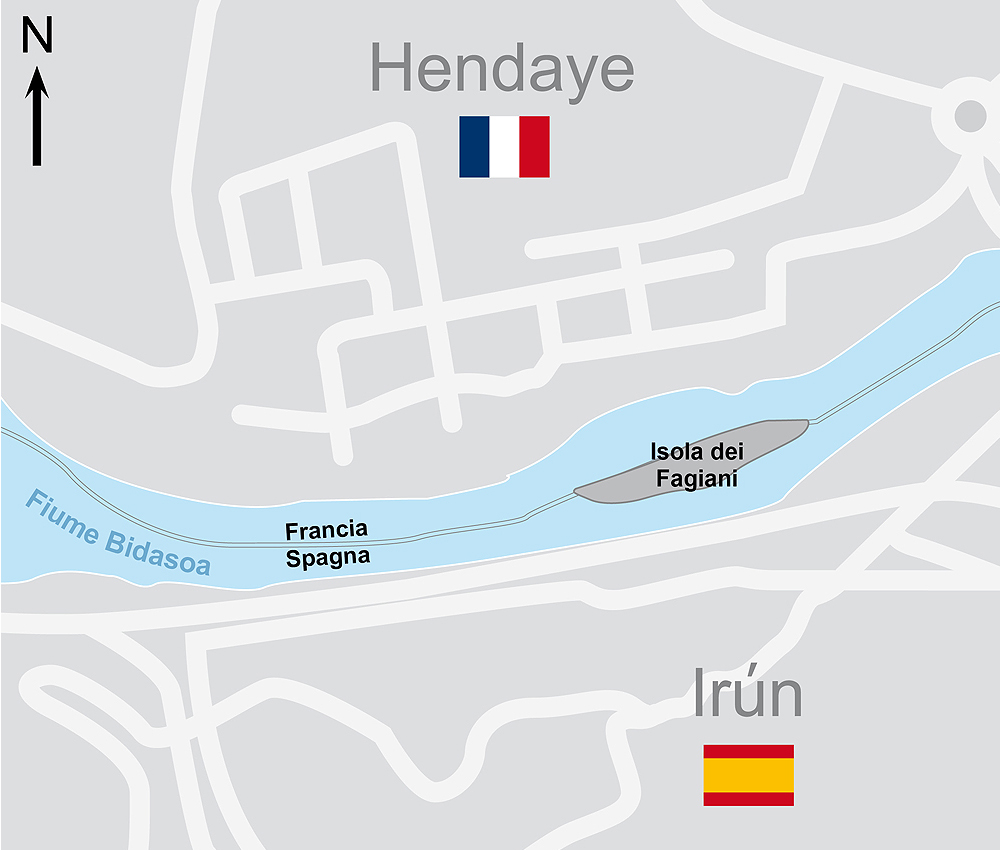

Невеликий кам'янистий острівець, завдовжки до 224 м та завширшки 41 м. Острів є простим алювіальним наносом невеликого розміру, який річка давно б знищила, якби він не був оточений частоколом і кам'яною кладкою через його історичне значення.

## Історія

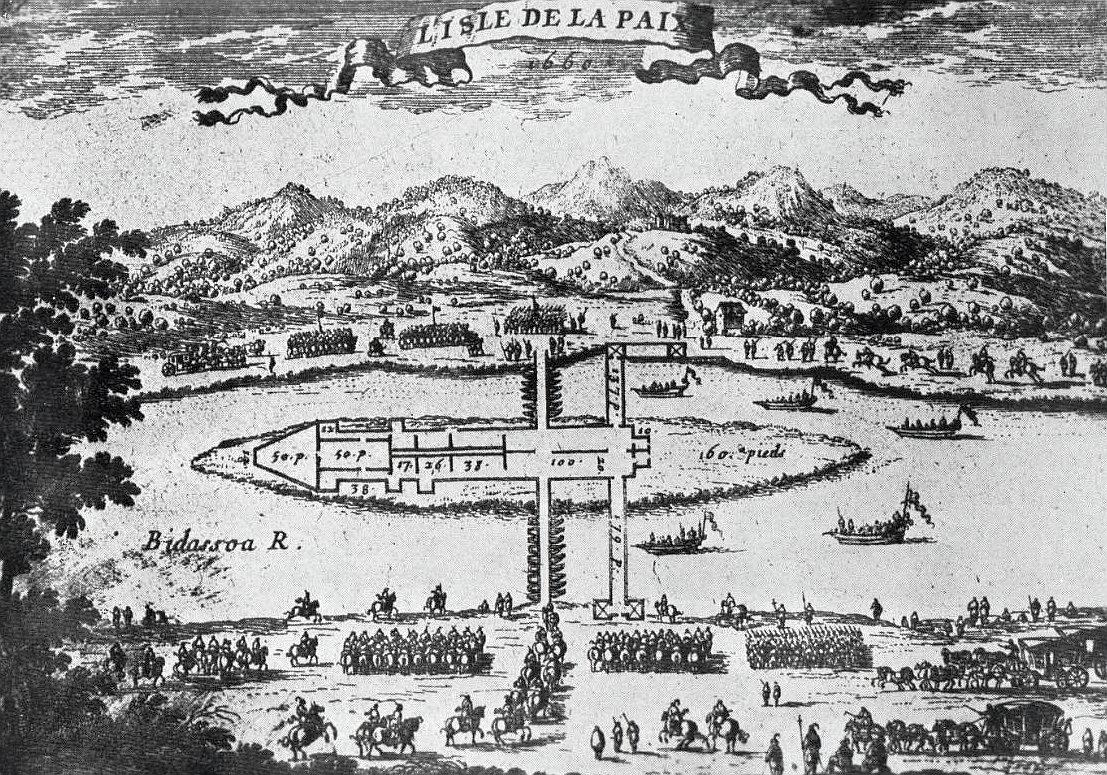
Грав'юра 1660 року із зображенням острова

Острів історично був важливим майданчиком для мирних перемовин між Іспанією та Францією:
- У 1463 році там зустрілися Людовик XI (король Франції) і Енріке IV Кастильський.
- У 1526 році Франциск I, узятий у полон Карлом V у битві при Павії (1525), був обміняний там на двох своїх синів.
- У 1659 році на острові пройшли 24 етапи перемовин між грандом Іспанії Луїсом де Аро та головним міністром Франції кардиналом Мазаріні. Перемовини завершились підписанням Піренейського договору, що ознаменувало завершення Тридцятирічної війни. Цього ж року французький король Людовик XIV зустрів свою наречену Марію Терезу Іспанську (1638—1683), а через рік відбулася зустріч на острові Фазанів, де Марія Тереза попрощалася зі своїм батьком, Філіпом IV та значною частиною іспанського двору, перш ніж перейти до Франції, щоб стати дружиною Людовика XIV.
- У 1615 році французький та іспанський посли обміняли двох королівських наречених на острові Фазанів: Єлизавету, дочку Генріха IV, короля Франції, обіцяну Філіппу IV, королю Іспанії; і сестру останнього, Анну, призначену для Людовика XIII, брата Єлизавети і сина Генріха IV.
- У 1721 році король Людовик XV зустрівся зі своєю нареченою Маріаною Вікторією Іспанською (1718—1781), але їхній шлюб не відбувся.
- 9 січня 1722 року, відбувається новий обмін між двома принцесами: трирічна принцеса Маріанна Вікторія Іспанська обіцяна одинадцятирічному королю Франції Людовику XV; а дванадцятирічна принцеса Луїза Єлизавета Орлеанська, обіцяна чотирнадцятирічному принцу Астурійському, майбутньому королю Іспанії Луїс I.

Спільний суверенітет між Іспанією та Францією над островом затверджений Байонським договором 1856 року, остаточно оформлений конвенцією 1901 року.

## Статус
Острів Фазанів є найменшим у світі кондомініумом під спільним суверенітетом Іспанії та Франції. З 1 лютого по 31 липня острів офіційно знаходиться під управлінням військово-морського командування Сан-Себастьяна (Іспанія), а з 1 серпня по 31 січня — військово-морського командування Байонни (Франція). На практиці островом керують відповідно мери Іруна (Іспанія) та Андая (Франція).
Доступ до острова заборонений, за винятком дуже рідкісних днів відкритих дверей. Крім цього, співробітники муніципального управління Іруна або Андая можуть відвідувати острів раз на шість місяців для прибирання та садівництва, а члени військово-морського командування Сан-Себастьяна (Іспанія) та Байонни (Франція), що відповідальні за моніторинг острова, висаджуються на нього кожні п'ять днів.